# Kinsau
Kinsau er en kommune i Landkreis Landsberg am Lech, Regierungsbezirk Oberbayern i den tyske delstat Bayern. Den er en del af Verwaltungsgemeinschaft Reichling.

## Geografi
Kinsau ligger i den sydlige ende af Landkreis Landsberg am Lech mellem turistruten Romantische Straße og floden Lech. Kommunens areal falder i i trin ned mod Lech.
Kinsau er eneste by i den lille kommune
Der kan endnu ses spor af den første tandhjulsbane i Bayern (1907 til 1929), der var en fabriksbane til en fabrik i træindustrien.